# Hydriomena ethelae
Hydriomena ethelae là một loài bướm đêm trong họ Geometridae.